# Mannschaftskader der División de Honor (Schach) 2002
Die Liste der Mannschaftskader der División de Honor (Schach) 2002 enthält alle Spieler, die für die spanischen División de Honor im Schach 2002 gemeldet wurden, mit ihren Einzelergebnissen.

## Allgemeines
Neben vier Stammspielern durften die teilnehmenden Vereine fünf Ersatzspieler melden, allerdings schöpfte nur CA Reverté Albox das Kontingent komplett aus. Nicht alle gemeldeten Spieler kamen auch zum Einsatz. CE Vulcà Barcelona, CA Reverté Albox und CE Terrassa setzten in allen Runden die gleichen vier Spieler ein, während bei CA Tiendas UPI Mancha Real und CA Cofimán Mancha Real je sechs Spieler mindestens eine Partie spielten. Insgesamt kamen 49 Spieler zum Einsatz, von diesen nahmen 27 an allen Wettkämpfen teil.
Punktbeste Spieler waren Zenón Franco Ocampos (CA Marcote Mondariz) und Alfonso Jerez Pérez (UE Foment Martinenc Barcelona) mit je 6 Punkten aus 9 Partien. Kein Spieler erreichte 100 %, das prozentual beste Ergebnis gelang Diego Guerra Bastida (CA Marcote Mondariz) mit 5 Punkten aus 6 Partien.

## Legende
Die nachstehenden Tabellen enthalten folgende Informationen:
- Nr.: Ranglistennummer
- Titel: FIDE-Titel; GM = Großmeister, IM = Internationaler Meister, FM = FIDE-Meister, WIM = Internationale Meisterin der Frauen
- Land: Verbandszugehörigkeit gemäß Elo-Liste von Oktober 2002; ARG = Argentinien, BEL = Belgien, CHI = Chile, CUB = Kuba, ESP = Spanien, GEO = Georgien, MEX = Mexiko, NED = Niederlande, PAR = Paraguay, ROM = Rumänien, RUS = Russland, YUG = Jugoslawien
- Elo: Elo-Zahl in der Elo-Liste von Oktober 2002
- G: Anzahl Gewinnpartien
- R: Anzahl Remispartien
- V: Anzahl Verlustpartien
- Pkt.: Anzahl der erreichten Punkte
- Partien: Anzahl der gespielten Partien

## CA Tiendas UPI Mancha Real
| Nr. | Titel | Name                   | Land | Elo  | G | R | V | Pkt. | Partien |
| --- | ----- | ---------------------- | ---- | ---- | - | - | - | ---- | ------- |
| 1   | GM    | Francisco Vallejo Pons | ESP  | 2635 | 4 | 3 | 1 | 5,5  | 8       |
| 2   | GM    | Sergey Tiviakov        | NED  | 2631 | 0 | 0 | 0 | 0    | 0       |
| 3   | GM    | Leinier Domínguez      | CUB  | 2608 | 3 | 4 | 0 | 5    | 7       |
| 4   | GM    | Daniel Cámpora         | ARG  | 2544 | 3 | 3 | 0 | 4,5  | 6       |
| 5   | GM    | Jordi Magem Badals     | ESP  | 2506 | 2 | 4 | 0 | 4    | 6       |
| 6   | IM    | Javier Moreno Carnero  | ESP  | 2503 | 2 | 3 | 0 | 3,5  | 5       |
| 7   | FM    | José Candela Pérez     | ESP  | 2427 | 1 | 2 | 1 | 2    | 4       |

## CA Marcote Mondariz
| Nr. | Titel | Name                      | Land | Elo  | G | R | V | Pkt. | Partien |
| --- | ----- | ------------------------- | ---- | ---- | - | - | - | ---- | ------- |
| 1   | GM    | Giorgi Giorgadse          | GEO  | 2601 | 2 | 5 | 2 | 4,5  | 9       |
| 2   | GM    | Alejandro Hoffman         | ARG  | 2509 | 0 | 0 | 0 | 0    | 0       |
| 3   | GM    | Zenón Franco Ocampos      | PAR  | 2504 | 3 | 6 | 0 | 6    | 9       |
| 4   | IM    | Roi Reinaldo Castiñeira   | ESP  | 2412 | 2 | 7 | 0 | 5,5  | 9       |
| 5   | FM    | Diego Guerra Bastida      | ESP  | 2361 | 4 | 2 | 0 | 5    | 6       |
| 6   |       | Pablo García Castro       | ESP  | 2330 | 0 | 3 | 0 | 1,5  | 3       |
| 7   |       | Víctor Miguel Lago        | ESP  | 2319 | 0 | 0 | 0 | 0    | 0       |
| 8   | WIM   | Yudania Hernández Estévez | ESP  | 2267 | 0 | 0 | 0 | 0    | 0       |

## UE Foment Martinenc Barcelona
| Nr. | Titel | Name                  | Land | Elo  | G | R | V | Pkt. | Partien |
| --- | ----- | --------------------- | ---- | ---- | - | - | - | ---- | ------- |
| 1   | GM    | Mihail Marin          | ROM  | 2556 | 0 | 9 | 0 | 4,5  | 9       |
| 2   | IM    | Marc Narciso Dublan   | ESP  | 2517 | 2 | 4 | 2 | 4    | 8       |
| 3   | IM    | Manuel Granados Gómez | ESP  | 2410 | 3 | 3 | 2 | 4,5  | 8       |
| 4   |       | Alfonso Jerez Pérez   | ESP  | 2392 | 3 | 6 | 0 | 6    | 9       |
| 5   |       | Eduard Yepes Martínez | ESP  | 2273 | 0 | 2 | 0 | 1    | 2       |

## CA Valencia-Grupo Bali
| Nr. | Titel | Name                          | Land | Elo  | G | R | V | Pkt. | Partien |
| --- | ----- | ----------------------------- | ---- | ---- | - | - | - | ---- | ------- |
| 1   | GM    | Anatoli Karpow                | RUS  | 2688 | 0 | 0 | 0 | 0    | 0       |
| 2   | GM    | Gilberto Hernández            | MEX  | 2546 | 2 | 7 | 0 | 5,5  | 9       |
| 3   | IM    | Julen Luís Arizmendi Martínez | ESP  | 2510 | 2 | 5 | 2 | 4,5  | 9       |
| 4   | IM    | Mauricio Vassallo Barroche    | ESP  | 2460 | 1 | 7 | 1 | 4,5  | 9       |
| 5   |       | Enrique Llobel Cortell        | ESP  | 2385 | 3 | 3 | 2 | 4,5  | 8       |
| 6   | IM    | Francisco Sánchez Guirado     | ESP  | 2383 | 0 | 1 | 0 | 0,5  | 1       |
| 7   | IM    | Juan Anguix Garrido           | ESP  | 2387 | 0 | 0 | 0 | 0    | 0       |

## CE Vulcà Barcelona
| Nr. | Titel | Name                     | Land | Elo  | G | R | V | Pkt. | Partien |
| --- | ----- | ------------------------ | ---- | ---- | - | - | - | ---- | ------- |
| 1   | GM    | Orestes Rodríguez Vargas | ESP  | 2465 | 0 | 6 | 3 | 3    | 9       |
| 2   | IM    | Javier Campos Moreno     | CHI  | 2475 | 2 | 6 | 1 | 5    | 9       |
| 3   | IM    | Ángel Martín González    | ESP  | 2411 | 1 | 8 | 0 | 5    | 9       |
| 4   | IM    | Sergio Estremera Paños   | ESP  | 2359 | 2 | 7 | 0 | 5,5  | 9       |
| 5   | FM    | Santiago Beltrán Rueda   | ESP  | 2389 | 0 | 0 | 0 | 0    | 0       |
| 6   | FM    | Antoni Picañol Alamany   | ESP  | 2356 | 0 | 0 | 0 | 0    | 0       |
| 7   |       | Robert Ferran Biosca     | ESP  | 2218 | 0 | 0 | 0 | 0    | 0       |
| 8   |       | Ángel Monclús Domingo    | ESP  | 2177 | 0 | 0 | 0 | 0    | 0       |

## CA iberCaja Zaragoza
| Nr. | Titel | Name                         | Land | Elo  | G | R | V | Pkt. | Partien |
| --- | ----- | ---------------------------- | ---- | ---- | - | - | - | ---- | ------- |
| 1   | GM    | Miguel Illescas Córdoba      | ESP  | 2585 | 1 | 7 | 0 | 4,5  | 8       |
| 2   | GM    | Branko Damljanović           | YUG  | 2550 | 4 | 3 | 2 | 5,5  | 9       |
| 3   | IM    | Jesús Barón Rodríguez        | ESP  | 2412 | 1 | 5 | 3 | 3,5  | 9       |
| 4   |       | Ramón De la Rocha Prieto     | ESP  | 2285 | 3 | 2 | 2 | 4    | 7       |
| 5   |       | Pedro José Aguirre Izaguirre | ESP  | 2240 | 0 | 1 | 2 | 0,5  | 3       |
| 6   |       | Julio César Ruiz Díez        | ESP  | 2233 | 0 | 0 | 0 | 0    | 0       |
| 7   |       | Joaquín Miguel Antoli Royo   | ESP  | 2218 | 0 | 0 | 0 | 0    | 0       |
| 8   |       | Alfonso Millán Martín        | ESP  |      | 0 | 0 | 0 | 0    | 0       |

## CA La Caja Las Palmas
| Nr. | Titel | Name                          | Land | Elo  | G | R | V | Pkt. | Partien |
| --- | ----- | ----------------------------- | ---- | ---- | - | - | - | ---- | ------- |
| 1   | GM    | Michail Gurewitsch            | BEL  | 2636 | 3 | 5 | 1 | 5,5  | 9       |
| 2   | FM    | Juan Antonio Corral Blanco    | ESP  | 2463 | 2 | 3 | 4 | 3,5  | 9       |
| 3   | IM    | Pedro Lezcano Jaén            | ESP  | 2402 | 2 | 5 | 2 | 4,5  | 9       |
| 4   |       | Juan Manuel Carrasco Martínez | ESP  | 2370 | 0 | 2 | 2 | 1    | 4       |
| 5   | IM    | José García Padrón            | ESP  | 2426 | 2 | 1 | 2 | 2,5  | 5       |
| 6   | FM    | Ernesto Solana Suárez         | ESP  | 2351 | 0 | 0 | 0 | 0    | 0       |
| 7   |       | Daniel Ortega Hermida         | ESP  | 2301 | 0 | 0 | 0 | 0    | 0       |
| 8   |       | Ricardo Hernández Déniz       | ESP  | 2270 | 0 | 0 | 0 | 0    | 0       |

## CA Reverté Albox
| Nr. | Titel | Name                             | Land | Elo  | G | R | V | Pkt. | Partien |
| --- | ----- | -------------------------------- | ---- | ---- | - | - | - | ---- | ------- |
| 1   | GM    | Alexander Rustemow               | RUS  | 2597 | 2 | 4 | 3 | 4    | 9       |
| 2   | GM    | Mihai Șubă                       | ROM  | 2510 | 0 | 0 | 0 | 0    | 0       |
| 3   | GM    | Alfonso Romero Holmes            | ESP  | 2524 | 3 | 4 | 2 | 5    | 9       |
| 4   | GM    | Salvador Gabriel Del Río Angelis | ESP  | 2494 | 3 | 4 | 2 | 5    | 9       |
| 5   |       | José María Hernando Rodrigo      | ESP  | 2371 | 2 | 1 | 6 | 2,5  | 9       |
| 6   |       | José Juan Rubio Tapia            | ESP  | 2116 | 0 | 0 | 0 | 0    | 0       |
| 7   |       | José Luis Iniesta Carrillo       | ESP  |      | 0 | 0 | 0 | 0    | 0       |
| 8   |       | Juan Martínez Sola               | ESP  |      | 0 | 0 | 0 | 0    | 0       |
| 9   |       | Silverio Martínez Fernández      | ESP  |      | 0 | 0 | 0 | 0    | 0       |

## CE Terrassa
| Nr. | Titel | Name                      | Land | Elo  | G | R | V | Pkt. | Partien |
| --- | ----- | ------------------------- | ---- | ---- | - | - | - | ---- | ------- |
| 1   | GM    | Roberto Cifuentes Parada  | ESP  | 2507 | 0 | 7 | 2 | 3,5  | 9       |
| 2   | FM    | Alejandro Pablo Marín     | ESP  | 2434 | 2 | 1 | 6 | 2,5  | 9       |
| 3   | IM    | Juan Pomés Marcet         | ESP  | 2380 | 1 | 5 | 3 | 3,5  | 9       |
| 4   | IM    | Fermín González Vélez     | ESP  | 2379 | 3 | 1 | 5 | 3,5  | 9       |
| 5   | FM    | Marcel Ubach Miranda      | ESP  | 2313 | 0 | 0 | 0 | 0    | 0       |
| 6   |       | Emili Simón Padrós        | ESP  | 2272 | 0 | 0 | 0 | 0    | 0       |
| 7   |       | Jordi Antigua Padrós      | ESP  | 2198 | 0 | 0 | 0 | 0    | 0       |
| 8   |       | Albert Muratet Casadevall | ESP  | 2197 | 0 | 0 | 0 | 0    | 0       |

## CA Cofimán Mancha Real
| Nr. | Titel | Name                         | Land | Elo  | G | R | V | Pkt. | Partien |
| --- | ----- | ---------------------------- | ---- | ---- | - | - | - | ---- | ------- |
| 1   | GM    | Reynaldo Vera                | CUB  | 2544 | 1 | 5 | 1 | 3,5  | 7       |
| 2   |       | Enrique Rodríguez Guerrero   | ESP  | 2319 | 2 | 1 | 6 | 2,5  | 9       |
| 3   |       | Sebastián Almagro Mazariegos | ESP  | 2273 | 0 | 0 | 2 | 0    | 2       |
| 4   |       | Juan Carlos Sánchez Jiménez  | ESP  | 2262 | 0 | 0 | 0 | 0    | 0       |
| 5   |       | Sergio Castillo Gallego      | ESP  | 2208 | 0 | 1 | 7 | 0,5  | 8       |
| 6   |       | Francisco Ruiz Jiménez       | ESP  | 2119 | 1 | 6 | 2 | 4    | 9       |
| 7   |       | Manuel Martos Expósito       | ESP  | 2112 | 0 | 0 | 1 | 0    | 1       |